# Дашава
Даша́ва — посёлок в Стрыйской городской общине Стрыйского района Львовской области Украины.

## Географическое положение
Расположен у подножья Карпат, на расстоянии около 12 км от районного центра — города Стрый.

## История
В окрестностях посёлка и села Иосиповичи археологами обнаружены курганы эпохи бронзы.
Дашава упоминается в письменных источниках с 1448 года.
Во время правления на этих землях Польши Дашаву летом 1920 на некоторое время освободили части Червонного казачества под командованием В. М. Примакова. В 1923 году 30 местных жителей были привлечены к судебной ответственности за убийство полицейского. Тогда же около 50 дашавских юношей отказались явиться на призывной участок, сопротивление было сломлено карательным отрядом.
В начале XX века здесь было обнаружено месторождение природного газа. 18 апреля 1921 года в Дашаве была запущена первая газовая скважина. В 1922 году построен газопровод Дашава—Стрый протяжённостью 14 км. В 1929 году был проложен газопровод длиной 68 км до Львова.
В ходе Великой Отечественной войны в 1941—1944 гг. посёлок был оккупирован немецкими войсками.
В советский период посёлок стал центром газовой индустрии, тогда были проведены газопроводы: Дашава — Киев (1946—1948 — на то время самый мощный газопровод в Европе), Дашава — Москва (1951, 1300 км). В 1950-х — 1970-х годах были построены газопроводы Дашава — Минск — Вильнюс — Рига и другие. В начале 1970х годов промышленность посёлка была представлена сажевым заводом и кирпичным заводом.
Максимальная пропускная способность газопроводов — 5 млн м³ газа в сутки — была достигнута в 1959 году с пуском компрессорных станций в Тернополе, Красилове, Бердичеве и Боярке.
В январе 1959 года численность населения составляла 2204 человек. В декабре 2024 года численность населения составляла 2232 человек.

## Транспорт
Находится в 6 км от железнодорожной станции Ходовичи на линии Стрый — Тернополь Львовской железной дороги. Через посёлок проходит автотрасса Стрый — Галич.